# Marty Natalegawa

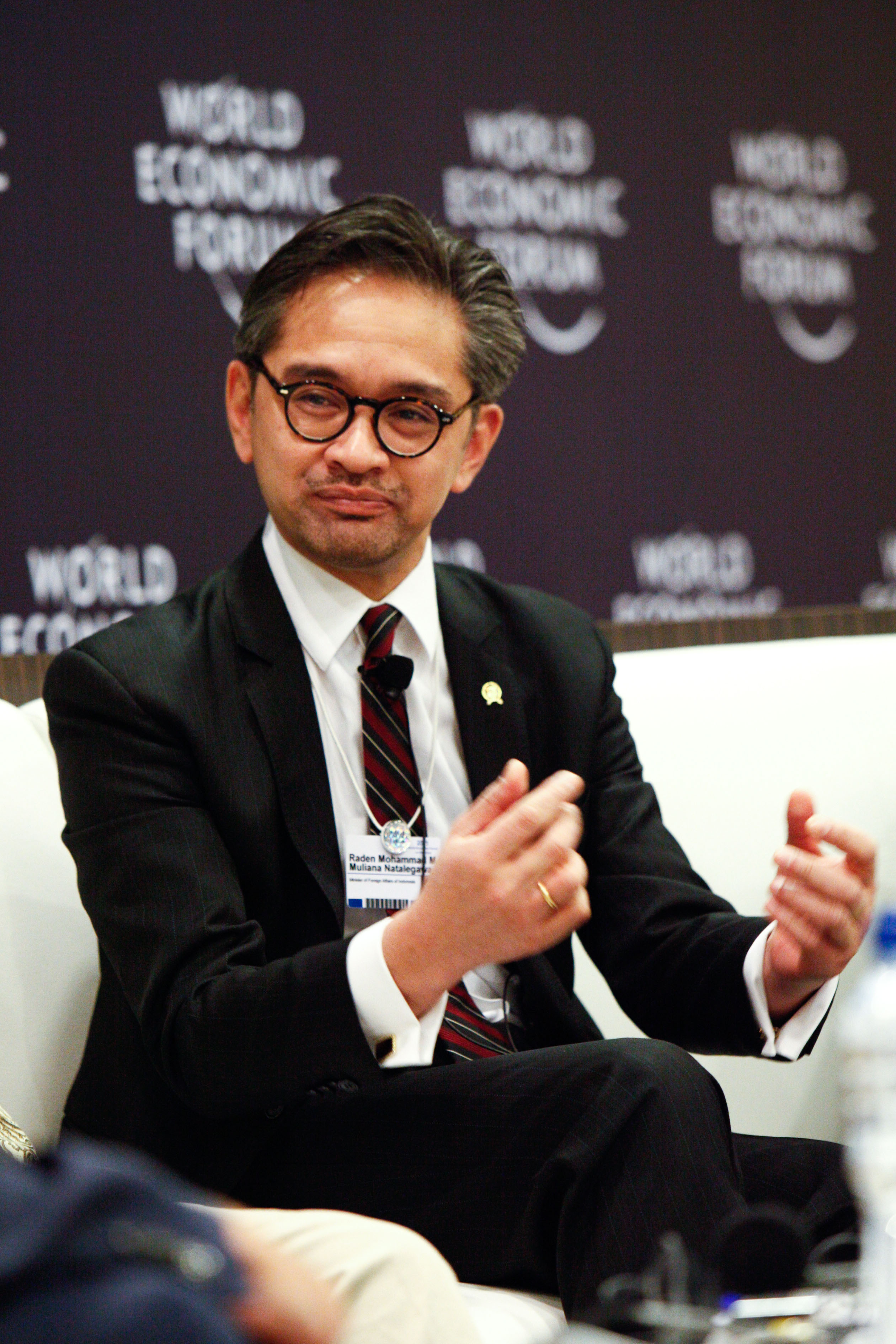
Marty Natalegawa

Raden Mohammad Marty Muliana Natalegawa, znany jako Marty Natalegawa (ur. 1963) – indonezyjski dyplomata i polityk.
Urodził się w Bandungu. Kształcił się w brytyjskich Ellesmere College i Concord College (1976–1981). Studiował na Cambridge University (uzyskał stopień magistra filozofii, 1985), a także na London School of Economics. Stopień doktora filozofii otrzymał w 1993 na Australian National University. W listopadzie 2005 został mianowany ambasadorem w Wielkiej Brytanii. We wrześniu 2007 objął stanowisko stałego przedstawiciela Indonezji przy ONZ. W 2009 wszedł w skład drugiego rządu Susilo Bambang Yudhoyono jako minister spraw zagranicznych.